# Ildegiz
Xams al-Din Ildegiz, Eldiguz, Ildeguz, Ildegoz, Eldigiz i altres variacions (en àzeri: شمس الدین الدنگز, شمس الدین الدنیز Şəmsəddin Eldəniz, mort el 1175) fou el fundador de la dinastia ildegízida o dels atabegs de l'Azerbaidjan. Portà el títol de Shams al-Din.

## Orígens com esclau
Inicialment era un simple esclau cumà que va atreure l'atenció del sultà seljúcida Masud. Ibn al-Athir diu que era esclau de Kamal Somayrami visir del sultà Mahmud ibn Muhammad (1117-1131) i que al morir el visir va passar al sultà i després al sultà Masud (1133-1152), el qual li va donar Arran en feu (ikta) i com esposa a la vídua del sultà Toghrul ibn Muhammad; segurament fou nomenat atabeg del fill d'aquest, Arslanshah ibn Toghrul.

## Ascens al poder
La seva situació a l'Arran no és gaire clara, ja que apareixen una sèrie de governadors seljúcides que podrien ser delegats seus mentre era a l'Iraq, o no. En tot cas el Nakhitxevan fou la seva base de poder; la defensa de la línia de l'Araxes i la via fins a Aní, i la construcció de fortaleses al Kura de Bailakan a Samkur o Samkor contra els georgians, eren els seus objectius. Amb la decadència de l'imperi seljúcida es va assegurar la possessió de part de l'Azerbaidjan a la mort de Kass Beg Arslan ibn Palangari, favorit del sultà Masud (1153), situació regularitzada amb el tractat de pau que juntament amb Ak Sunkur de Maragha el 1154/1155 va signar amb el sultà Muhàmmad II ibn Mahmud.

## Conflictes i aliança
Després de la mort de Masud (1152), Ildegiz va donar suport a Sulayman ibn Muhammad contra Muhammad II ibn Mahmud. Tot i que Sulayman fou derrotat, Ildegiz va continuar lluitant contra Muhammad II i va emetre monedes en nom només del suprem sultà Sandjar. Ildegiz va conservar la custòdia del seu fillastre Arslanshah (vers 1155 o a finals del 1154) i va emetre monedes amb el títol d'atabeg.
Una segona coalició favorable a Sulayman Shah amb el suport del califa es va formar llavors però fou derrotada a Nakhiavan pel sultà Muhammad (1156) i la reconciliació que es va establir allí no va impedir a Ildegiz intrigar de nou amb el visir del califa, Ibn Hubayra, sempre amb la intenció d'eliminar Muhammad en favor del seu germà Màlik-Xah, aprofitant que el sultà estava assetjant Bagdad; però quan Muhammad es va retirar de Bagdad i va retornar a Hamadan, va abandonar el projecte
El sultà Muhammad va morir el 1160 i després d'un breu regnat de Sulayman Shah que fou assassinat segurament sota ordes d'Ildegiz, els amirs van acceptar com sultà al seu fillastre Arslanshah, que va anar a Hamadan i fou proclamat i segurament llavors Ildegiz fou proclamat gran atabeg. Com a governant virtual de l'Iraq, va aconseguir l'aliança dels governants de Fars, Kirman, Khuzestan, Kelat (Akhlat) i Xirvan.

## Govern i campanyes militars
Ildegiz va enfrontar dues revoltes dirigides per Husam al-Din Inandj de Rayy el 1161 i el 1165. Després de la primera, va aconseguir la seva aliança casant una filla d'Inandj amb Pahlawan, fill d'Ildegiz. La segona revolta fou derrotada per Ildegiz, però Inandj va aconseguir retirar-se a Rayy i va obtenir el suport del xa de Coràsmia Il Arslan. El 1169, Ildegiz es va presentar a Rayy i va subornar el visir d'Inandj, Sad al-Din al-Ashall, per assassinar el seu superior, posant fi a la revolta.
Amb els recursos a la seva disposició va poder atacar Geòrgia en revenja per un atac georgià a Dvin. El 1161 va ocupar Aní i va saquejar Dabil (Dvin) aliat al Shah-i Armin d'Akhlat i altres prínceps menors. Es va embarcar en una campanya contra Geòrgia a principis de 1163 a la que es van unir Sukman II i Ak Sunkur II de Maragha marxant cap a Geòrgia amb un exèrcit de 50.000 soldats. L'exèrcit georgià va ser derrotat i els musulmans van prendre la fortalesa de Gagi, arrasant fins a la regió de Gagi i Gegharkunik, es van apoderar de presoners i botí, i després van ocupar Aní i saquejar Dvin. El 1165 l'atabeg Zangi de Fars se li va sotmetre oficialment. Va retornar a l'Azerbaidjan al saber que els georgians havien saquejat Dvin. El 1169/1170 va enviar un exèrcit en suport de Malik Arslan de Kirman.

## Mort i llegat
Ildegiz va morir el 1175. Els seus vassalls shaddàdides van perdre Aní a mans dels georgians, però un temps després va tornar a mans de la família. Ildegiz va ser succeït pel seu fill Abu Djafar Muhàmmad Pahlawan ibn Ildegiz Nusrat al-Din Malik al-Alam al-Adil Azam.